# Hister coreanus
Hister coreanus är en skalbaggsart som beskrevs av Ôhara in Ôhara och Paik 1998. Hister coreanus ingår i släktet Hister och familjen stumpbaggar. Inga underarter finns listade i Catalogue of Life.